# Hejls
Hejls er en by i Sydjylland med 420 indbyggere  (2024), beliggende 2 km nordvest for Hejlsminde, 9 km nordøst for Christiansfeld og 18 km sydøst for Kolding. Byen hører til Kolding Kommune og ligger i Region Syddanmark. Hejls blev i 2008 "Årets landsby" i Kolding Kommune.
6 km nord for byen ligger nationalmonumentet Skamlingsbanken.

## Sogn og kirke
Byen hører til Hejls Sogn, som var et af dem, der efter krigen i 1864 blev overført fra hertugdømmet Slesvig til kongeriget Danmark i bytte for de kongerigske enklaver i Slesvig og derfor ikke blev afstået til Tyskland ligesom Sønderjylland.
Hejls Kirke ligger i den sydlige del af byen. Det er en romansk bygning, hvis kor og kirkeskib stod færdigt i 1100-tallet. Tårnet er fra 1300-tallet, mens den øvrige del af kirkebygningen blev færdiggjort fra ca. 1780 til 1950'erne. Fra gammel tid har Hejls ligget i en lavning adskilt fra Hejls Kirke, men efterhånden er kirken smeltet sammen med byområdet via et parcelhuskvarter.

## Faciliteter
Skolebørnene går i Sjølund-Hejls Skole i Sjølund 4 km mod nordvest. I den gamle kommuneskole i Hejls findes nu Børnehuset Hejls, der rummer en vuggestue med 12 børn og en børnehave med 70 børn, fordelt på 3 stuer.
Hejls Multihus rummer en hal, et klubhus og et mødelokale. Der er borde og stole til 60 personer. Byen har Dagli'Brugs, pizzaria og lægehus.

## Historie

### Hejls Efterskole
Gårdejeren Jep Fink havde en friskole i Hejls og startede i 1877 en forening, der skulle hjælpe unge sønderjyder med at få dansk skolegang og komme på dansk højskole. I 1880 byggede han Hejls Fortsættelsesskole med øvelseshus (gymnastiksal). Elever fra hele Sønderjylland kom hertil og blev undervist i Danmarkshistorie og dansk sprog og litteratur. Efter Finks død i 1882 drev læreren Lorenz Birkedal skolen videre, men økonomien var dårlig uden Jep Fink som mæcen.
I 1891 vedtog De Samvirkende Sønderjyske Foreninger at købe fortsættelsesskolen og leje øvelseshuset – der også fungerede som byens forsamlingshus – med henblik på at oprette en efterskole for sønderjyske drenge (om vinteren) og piger (om sommeren). I 1888 var tysk blevet det eneste tilladte undervisningssprog i Sønderjylland, så den eneste mulighed for at give børnene dansk skolegang var at sende dem på efterskole, når de var konfirmerede og ikke længere undervisningspligtige. For at gøre Hejls Efterskole og de andre "Kongeåskoler" kendte, rejste unge højskolelærere i deres ferie til Sønderjylland for at tale og holde foredrag i private danske hjem – man måtte være forsigtig, så det ikke kom tyskerne for øre.
Pladsen blev hurtigt for trang på Hejls Efterskole, så i 1894 opførte man en ny skole til 60 kostskoleelever. Under Køllerpolitikken 1898-1903 blev det forbudt for sønderjyderne at sende deres børn over grænsen til de danske skoler, og det kunne mærkes på elevtallet. I 1904-14 fik skolen stor fremgang. I 1909 blev den udvidet til 80 elever, og gymnastiksalen blev udvidet til 500 tilhørere. Fra 1918 var der igen fuldt hus med op til 90 elever.
Med genforeningen i 1920 flyttede sprog- og kulturgrænsen 80 km mod syd. Hejls var ikke længere en af danskhedens sydligste bastioner, og i stedet for Hejls Efterskole blev der oprettet en efterskole på Nordborg Slot. Hejls Efterskoles bygninger blev solgt til Hejls sogneråd og brugt som kommuneskole. I 1965 blev den udvidet med en fløj mod syd, og vestfløjen med gymnastiksal og 2 store klasseværelser blev revet ned. I 2008 blev Hejls Skole lagt sammen med Vejstrup Skole i Sjølund, og nu er der bl.a. børnehus i den gamle skole.

### Omkring 1900
I 1904 beskrives Hejls således: "Hejls (1231: Hæghærls, 1413: Heghels, 1463: Hegels) — delt i Overby, Midtby og Bæklund — med Kirke, Præstegd., Skole, Forskole og Pogeskole, Friskole, Fortsættelsesskole (opf. 1894 af de samvirkende sønderjydske Foreninger), Missionshus (opf. 1897), Forsamlingshus (opf. 1880), Kro, Mølle og Toldkontrolsted." Overby hører ikke til byområdet Hejls efter nutidig definition. På målebordsbladet fra 1900-tallet bruges stavemåden Hejels.

#### Brugsforeningen
Byens Dagli'Brugs kan føre sin historie tilbage til 1906, hvor en gruppe Venstrefolk startede en brugsforening fordi de var trætte af at handle i kromandens købmandshandel, hvor Højrefolkene kom. De fik hjælp af Hejlsmindes store iværksætter Jeppe Lauridsen, som bl.a. havde en købmandshandel. Den tilbød han at lukke, så brugsen kunne få en større kundekreds. Og han hjalp med køb af grund, som han solgte billigt til foreningen mod at den overtog hans inventar og varelager. Brugsforeningen valgte hans bestyrer som den første uddeler.

#### Mobilisering
Under optakten til 1. verdenskrig i juli 1914 var sognefogeden i Hejls tæt på at trække Danmark ind i krigen. Han og hans kone var som alle andre spændt på om Danmark skulle mobilisere eller kunne holde sig udenfor. Da der kom et brev med ilpost fra Kolding, var konen sikker på at det var mobiliseringsordren, og karlene blev sendt i alle retninger for at varsko dem der skulle indkaldes. En blev sendt ned til graveren, så kirkeklokken kunne varsle mobilisering. Det blev hørt på den tyske side nede i Hejlsminde, og tyskerne telegraferede til Berlin: "Danmark mobiliserer!" Først da de indkaldte var samlet til afgang på Hejls Station, fandt sognefogeden på at åbne brevet, som handlede om noget helt andet. Og i København fik man travlt med at berolige myndighederne i Berlin.

### Stationsbyen
Hejls fik station på Kolding Sydbaners linje Kolding-Hejlsminde (1911-48). Ved det 100 m lange læsse- og vigespor var der en dyrefold med vejehus.
I 1925 havde byen telefoncentral med 55 abonnenter, forsamlingshus, kro, læge, jordemoder, købmand, bager, slagter, cykelhandler og en del mindre håndværksvirksomheder samt lejrskolen Grænseborgen, der stadig findes ved Lillebæltkysten.
Stationsbygningen er bevaret på Hejls Stationsvej 3. Bygningens gule tegl (nu vandskuret og malet) og grønne træværk er de originale farver, som afveg fra alle andre stationer på Kolding Sydbaner. For enden af vejen går Natursti Hejlsminde de 2 km til Hejlsminde på banens tracé, tildels langs Hejls Nor. Inde i byen er tracéet også bevaret som sti mellem Børnehuset og vejen Muldtofte.

### Kommunen
De 8 sogne syd for Kolding, som indgik i byttehandelen i 1864, lå i Tyrstrup Herred, men blev udskilt som Nørre Tyrstrup Herred, der blev lagt til Gl. Vejle Amt. Ved Kommunalreformen i 1970 kom Hejls Sogn til Christiansfeld Kommune i Sønderjyllands Amt, og ved Kommunalreformen i 2007 blev det lagt under Kolding Kommune.